# Lessons (Star Trek: The Next Generation)
"Lessons" é o décimo nono episódio da sexta temporada da série de ficção científica estadunidense Star Trek: The Next Generation. Foi exibido pela primeira vez nos Estados Unidos por redifusão em 5 de abril de 1993, tendo sido escrito por Ron Wilkerson e Jean Louise Matthias e dirigido por Robert Wiemer. The Next Generation se passa no século XXIV e acompanha as aventuras da tripulação da nave estelar USS Enterprise-D. Neste episódio, o capitão Jean-Luc Picard conhece a tenente-comandante Nella Daren e a paixão de ambos por música acaba levando a um relacionamento romântico.
A equipe procurou fazer com que Daren fosse um par romântico igualitário com Picard, com o roteiro final tendo pequenas contribuições não creditadas por René Echevarria. Os atores Patrick Stewart e Wendy Hughes não sabiam tocar seus instrumentos, assim várias técnicas filmagem foram usadas para esconder os músicos fora de cena. Os efeitos visuais foram criados com uma mistura de efeitos práticos e computadorizados. "Lessons" teve bons números de audiência na sua estreia e a recepção da crítica foi em sua maior parte positiva, com elogios para as interpretações de Stewart e Hughes.

## Enredo
O capitão Jean-Luc Picard fica curioso sobre a tenente-comandante Nella Daren. Ele a assiste tocar piano durante um recital e ao final os dois conversam sobre música. Picard e Daren depois fazem um dueto nos aposentos de Picard, com este tocando sua flauta ressikana. Eles começam a se encontrar mais frequentemente, por fim se beijando após outro dueto. Entretanto, Picard assume uma postura profissional junto com Daren diante de outros tripulantes. Ele conversa com a conselheira Deanna Troi sobre seu relacionamento e depois vai se desculpar com Daren sobre sua formalidade. Picard conta de uma experiência passada em que teve uma família e aprendeu a tocar a flauta, algo que lhe deu grande apreço por música.
O relacionamento de Picard e Daren cria situações situações complicadas para o resto da tripulação, com Picard dizendo que eles precisam tomar cuidado para que não haja mal-entendidos sobre o relacionamento. A USS Enterprise chega em um planeta em que um posto avançado está sendo ameaçado por tempestades de fogo. Daren é uma das enviadas para a superfície para ajudar a evacuar o local e proteger o posto, porém acaba ficando presa com outros tripulantes pela chegada das tempestades. Picard brevemente acha que ela morreu, porém ela sobrevive. Os dois conversam depois e concluem que não podem continuar seu relacionamento, pois Picard não seria capaz de colocá-la em perigo. Daren decide pedir transferência para outra nave.

## Produção
A ideia original de "Lessons" foi concebida durante a quinta temporada de Star Trek: The Next Generation pelo produtor executivo Michael Piller, que achou que seria interessante fazer o capitão Jean-Luc Picard se sentir atraído por alguém sob seu comando. A produtora supervisora Jeri Taylor deu apenas um apoio tácito para a ideia e assim ela não foi levada adiante, porém a história foi ressuscitada na sexta temporada porque os roteiristas estavam com dificuldades de criarem ideias. Taylor decidiu passar a ideia para os roteiristas autônomos Ron Wilkerson e Jean Louise Matthias, que tinham anteriormente recebido créditos de história nos episódios "Imaginary Friend" e "Schisms". Este foi o primeiro roteiro que os dois escreveram para Star Trek. O roteirista René Echevarria faz pequenas reescritas não creditadas ao roteiro final; o roteirista Brannon Braga era quem originalmente foi escolhido para realizar as reescritas, mas trocou com Echevarria porque já tinha recentemente escrito "Aquiel", outro episódio envolvendo um romance.
A equipe de produção tentou fazer com que Nella Daren fosse um par romântico e uma igual de Picard, desta forma deliberadamente procuraram uma atriz que tivesse uma idade próxima do ator Patrick Stewart, o intérprete de Picard. Stewart e Wendy Hughes, a intérprete de Daren, não sabiam tocar seus instrumentos e assim várias técnicas de filmagem precisaram ser usadas para esconder os músicos tocando fora de cena. Os musicistas Natalie e Bryce Martin tocaram o piano e o tin whistle, respectivamente, para representarem as habilidades dos personagens. Stewart foi quem fez a maioria dos dedilhados de flauta, mas em algumas cenas foi substituído pelos músicos Noel Webb e John Mayham. Webb também foi dublê de Brent Spiner, intérprete do tenente-comandante Data, durante a cena do recital quando o personagem toca Trio em Sol Menor de Frédéric Chopin.
Taylor teve reuniões com a coprodutora Wendy Neuss e com o compositor Dennis McCarthy sobre a música para a cena do dueto no tubo Jefferies, comentando que "A música precisava refletir que [Daren] estava fazendo [Picard] se sentir confortável e deixando-o meio que testar essas águas estranhas e sendo gentil com ele". Composições que aparecem no episódio incluem "Frère Jacques", Sonata para Piano Nº 14 de Ludwig van Beethoven e Concerto Nº 3 em Sol Maior de Johann Sebastian Bach. A música folclórica que Picard toca na flauta foi composta por Jay Chattaway para o episódio "The Inner Light". O piano portátil de Daren foi criado em duas versões, uma elástica para ser enrolado e outra sólida. Entretanto, como ninguém na equipe sabia tocar piano, as teclas estavam nas posições erradas, algo que só foi descoberto nas gravações.
A tempestade de fogo foi criada pelo produtor de efeitos visuais Dan Curry e pelo supervisor de efeitos visuais Ronald B. Moore ao despejarem nitrogênio líquido sobre um veludo preto, em seguida soprando-o com uma mangueira de ar. O efeito foi aprimorado com computação gráfica e inserido digitalmente no cenário, este apelido pela equipe e elenco de "planeta inferno". "Lessons" foi a primeira aparição da cartografia estelar da USS Enterprise, porém foi expandida quando reapareceu no filme Star Trek Generations.

## Repercussão

### Audiência
"Lessons" foi exibido nos Estados Unidos por redifusão na semana que começou em 5 de abril de 1993. Teve um índice Nielsen de 12,2, refletindo a porcentagem das residências que assistiram ao episódio. Foi uma queda em relação aos treze por cento do predecessor "Starship Mine", mas a melhor audiência até o final da temporada.

### Crítica
Os autores James Van Hise e Hal Schuster acharam que o relacionamento de Picard e Daren era crível e que a história em si era eficaz. Eles acharam que a solidão que Picard sente ao final do episódio era parte de uma história recorrente da série que culminaria no subenredo da solidão do personagem em Generations.
Keith R. A. DeCandido da Reactor descreveu a interpretação de Hughes como "magnífica", porém comentou que era sempre óbvio quando uma dublê estava sendo usada para tocar piano. No geral, DeCandido gostou do roteiro e considerou que "Lessons" era um dos melhores romances de The Next Generation, mas ficou frustrado que a natureza episódica da série impediu que a história fosse explorada no decorrer de vários episódios. Zack Handlen da The A.V. Club achou que a história foi bem feita e que o episódio funcionava por conta da interpretação de Stewart, comentando que "quando Picard faz questão de explicar o significado da flauta para ela, ajuda a solidificar a conexão entre eles".
"Lessons" foi elogiado pela equipe de produção. Taylor ficou satisfeita com o resultado final, dizendo que o relacionamento de Picard e Daren tinha "substância verdadeira e calor genuíno", também elogiando Hughes por deixar o relacionamento crível, dizendo "Você acredita que Picard ficaria encantado por esta mulher". Piller também elogiou Hughes como uma "escolha perfeita" e falou que o episódio tinha um "final discreto, mas achei que funcionou bem, em vez de causar uma potencial angústia". O diretor Robert Wiemer comentou que "O roteiro foi um prazer e tivemos atuações realmente empolgantes. Se tivéssemos tido apenas atuações moderadas, teria sido um fracasso".

## Mídia caseira
A primeira vez que "Lessons" foi disponibilizado em mídia caseira foi em 10 de março de 1998 quando foi lançado em LaserDisc no Japão como parte da coleção da segunda metade da sexta temporada. Foi lançado no formato VHS nos Estados Unidos e Canadá em 4 de agosto de 1998. Foi lançado em DVD em 3 de dezembro de 2002 como parte da coleção completa da primeira temporada. Foi remasterizado e lançado em Blu-ray em 24 de junho de 2014 como parte da coleção da primeira temporada.